# 李世鐸
李世鐸，山東萊州府膠州人，清朝政治人物、進士出身。

## 生平
順治二年（1645年）舉乙酉科順天府鄉試，順治三年（1646年）聯登丙戌科進士。顺治十六年，升任江西按察使司佥事、分巡饶南九江道。